# Gruta da Pia
A Gruta da Pia é uma gruta portuguesa localizada na freguesia da Ribeirinha, concelho das Lajes do Pico, ilha do Pico, arquipélago dos Açores.
Esta cavidade apresenta uma geomorfologia de origem vulcânica em forma de tubo de lava localizado em campo de lava. Esta estrutura geológica apresenta um comprimento de 35 m. por uma altura máxima de 5 m.